# Distrito de Sens
El distrito de Sens es un distrito (en francés arrondissement) de Francia, que se localiza en el departamento de Yonne, de la región de Borgoña (en francés Bourgogne). La subprefectura es la ciudad de Sens.

## Historia
Cuando se creó el departamento de Yonne el 17 de febrero de 1800, el distrito de Sens fue uno de los distritos originales.

## Geografía
El distrito de Sens limita al nordeste y al este con el departamento Aube (región Champaña-Ardenas), al sur con el distrito de Auxerre, al oeste con el departamento Loiret (región Centro) y al noroeste con el departamento Seine-et-Marne (región Isla de Francia).
El distrito se encuentra en el norte del departamento, con una superficie de 1703,6 km², el más pequeño del departamento. Tiene una población, en 2012, de 112,598 habitantes y su densidad poblacional es de 66,1 habitantes/km².

## División territorial

### Cantones
Los cantones del distrito de Avallon son:
1. Cantón de Cerisiers
2. Cantón de Chéroy
3. Cantón de Pont-sur-Yonne
4. Cantón de Saint-Julien-du-Sault
5. Cantón de Sens-Nord-Est
6. Cantón de Sens-Ouest
7. Cantón de Sens-Sud-Est
8. Cantón de Sergines
9. Cantón de Villeneuve-l'Archevêque
10. Cantón de Villeneuve-sur-Yonne

### Comunas
| 1. Arces-Dilo (89014)              | 2. Armeau (89018)                           | 3. Bagneaux (89027)               | 4. La Belliole (89036)              |
| 5. Boeurs-en-Othe (89048)          | 6. Les Bordes (89051)                       | 7. Brannay (89054)                | 8. Bussy-le-Repos (89060)           |
| 9. La Celle-Saint-Cyr (89063)      | 10. Cerisiers (89066)                       | 11. Champigny (89074)             | 12. La Chapelle-sur-Oreuse (89080)  |
| 13. Chaumont (89093)               | 14. Chaumot (89094)                         | 15. Chigy (89107)                 | 16. Chéroy (89100)                  |
| 17. Les Clérimois (89111)          | 18. Collemiers (89113)                      | 19. Compigny (89115)              | 20. Cornant (89116)                 |
| 21. Coulours (89120)               | 22. Courgenay (89122)                       | 23. Courlon-sur-Yonne (89124)     | 24. Courtoin (89126)                |
| 25. Courtois-sur-Yonne (89127)     | 26. Cudot (89133)                           | 27. Cuy (89136)                   | 28. Cérilly (89065)                 |
| 29. Dixmont (89142)                | 30. Dollot (89143)                          | 31. Domats (89144)                | 32. Flacy (89165)                   |
| 33. Foissy-sur-Vanne (89171)       | 34. Fontaine-la-Gaillarde (89172)           | 35. Fouchères (89180)             | 36. Fournaudin (89181)              |
| 37. Gisy-les-Nobles (89189)        | 38. Gron (89195)                            | 39. Jouy (89209)                  | 40. Lailly (89214)                  |
| 41. Lixy (89229)                   | 42. Maillot (89236)                         | 43. Malay-le-Grand (89239)        | 44. Malay-le-Petit (89240)          |
| 45. Marsangy (89245)               | 46. Michery (89255)                         | 47. Molinons (89261)              | 48. Montacher-Villegardin (89264)   |
| 49. Nailly (89274)                 | 50. Noé (89278)                             | 51. Pailly (89285)                | 52. Paron (89287)                   |
| 53. Passy (89291)                  | 54. Perceneige (89469)                      | 55. Piffonds (89298)              | 56. Plessis-Saint-Jean (89302)      |
| 57. Pont-sur-Vanne (89308)         | 58. Pont-sur-Yonne (89309)                  | 59. La Postolle (89310)           | 60. Précy-sur-Vrin (89313)          |
| 61. Rosoy (89326)                  | 62. Rousson (89327)                         | 63. Saint-Agnan (89332)           | 64. Saint-Clément (89338)           |
| 65. Saint-Denis (89342)            | 66. Saint-Julien-du-Sault (89348)           | 67. Saint-Loup-d'Ordon (89350)    | 68. Saint-Martin-d'Ordon (89353)    |
| 69. Saint-Martin-du-Tertre (89354) | 70. Saint-Maurice-aux-Riches-Hommes (89359) | 71. Saint-Romain-le-Preux (89366) | 72. Saint-Sérotin (89369)           |
| 73. Saint-Valérien (89370)         | 74. Saligny (89373)                         | 75. Savigny-sur-Clairis (89380)   | 76. Sens (89387)                    |
| 77. Serbonnes (89390)              | 78. Sergines (89391)                        | 79. Les Sièges (89395)            | 80. Soucy (89399)                   |
| 81. Subligny (89404)               | 82. Sépeaux (89388)                         | 83. Theil-sur-Vanne (89411)       | 84. Thorigny-sur-Oreuse (89414)     |
| 85. Vallery (89428)                | 86. Vareilles (89429)                       | 87. Vaudeurs (89432)              | 88. Vaumort (89434)                 |
| 89. Verlin (89440)                 | 90. Vernoy (89442)                          | 91. Villeblevin (89449)           | 92. Villebougis (89450)             |
| 93. Villechétive (89451)           | 94. Villemanoche (89456)                    | 95. Villenavotte (89458)          | 96. Villeneuve-l'Archevêque (89461) |
| 97. Villeneuve-la-Dondagre (89459) | 98. Villeneuve-la-Guyard (89460)            | 99. Villeneuve-sur-Yonne (89464)  | 100. Villeperrot (89465)            |
| 101. Villeroy (89466)              | 102. Villethierry (89467)                   | 103. Villiers-Louis (89471)       | 104. Vinneuf (89480)                |
| 105. Voisines (89483)              | 106. Véron (89443)                          | 107. Égriselles-le-Bocage (89151) | 108. Étigny (89160)                 |
| 109. Évry (89162)                  |                                             |                                   |                                     |